# Torrsjö och Skärsätt
Torrsjö och Skärsätt var 1990 en av SCB avgränsad och namnsatt småort i Njurunda socken, Sundsvalls kommun. Den omfattade bebyggelse i Torrsjö och Skärsätt belägna vid insjöarna Norr-Björken och Öjen. 1995 hade den fasta folkmängden minskat och småorten upplöstes. Sedan dess existerar ingen bebyggelseenhet med etta namn.